# Număr practic
În matematică, un număr practic este un număr întreg pozitiv n pentru care orice k ≤ σ(n), unde k este întreg pozitiv, se poate scrie ca suma unor divizori distincți ai lui n.

## Exemple
De exemplu, 12 este un număr practic deoarece toate numerele întregi pozitive de la 1 la 11 se pot scrie ca sumă a unor divizori distincți ai săi (care sunt 1, 2, 3, 4, 6 și 12) - cu excepția divizorilor înșiși, astfel (pentru 5, 7, 8, 9, 10 și 11) avem 5 = 3 + 2, 7 = 6 + 1, 8 = 6 + 2, 9 = 6 + 3, 10 = 6 + 3 + 1 și 11 = 6 + 3 + 2.
Primele numere practice sunt:
1, 2, 4, 6, 8, 12, 16, 18, 20, 24, 28, 30, 32, 36, 40, 42, 48, 54, 56, 60, 64, 66, 72, 78, 80, 84, 88, 90, 96, 100, 104, 108, 112, 120, 126, 128, 132, 140, 144, 150, 156, 160, 162, 168, 176, 180, 192, 196, 198, 200, 204, 208, 210, 216, 220, 224, 228, 234, 240, 252 ... 

## Proprietăți
Puterile lui 2, numerele perfecte pare, numerele extrem compuse și numerele primoriale sunt, de asemenea, numere practice; în plus, numărul de forma 
2(m – 1) * (2m – 1)
este număr practic pentru orice m > 1.